# Exército do Iraque
O Exército do Iraque, ou Exército Iraquiano, oficialmente as Forças Terrestres Iraquianas (em árabe: القوات البرية العراقية), é o componente da força terrestre das Forças Armadas Iraquianas. Ele era conhecido como Exército Real Iraquiano até o golpe de julho de 1958.
O Exército do Iraque em sua forma moderna foi criado pelo Reino Unido no período Entre-Guerras durante o período de controle britânico através do Mandato do Iraque. Após a invasão do Iraque pelas forças americanos em 2003, o Exército Iraquiano foi reconstruído ao longo do modelo americano com enormes quantidades de assistência militar provenientes dos Estados Unidos em todos os níveis. Por causa da insurgência iraquiana que começou logo após a invasão, o Exército iraquiano foi posteriormente projetado para ser inicialmente uma força de contra-insurgência. Com a retirada das tropas americanas em 2010, as forças iraquianas assumiram total responsabilidade por sua própria segurança. Um artigo do New York Times sugeriu que, entre 2004 e 2014, os Estados Unidos forneceram ao Exército iraquiano US$ 25 bilhões em treinamento e equipamentos, além de uma quantia ainda maior do tesouro iraquiano.
O Exército colaborou extensivamente com as Forças de Mobilização Popular do Iraque durante as operações contra o Estado Islâmico.

## História
As modernas forças armadas iraquianas foram estabelecidas pelo Reino Unido durante seu mandato sobre o Iraque após a Primeira Guerra Mundial. Antes disso, de 1533 a 1918, o Iraque estava sob o domínio do Império Otomano e lutou como parte das Forças Armadas do Império Otomano. No início, os britânicos criaram os Iraq Levies (Recrutados Iraquianos), compostos por vários batalhões de tropas cuja principal missão era guarnecer as bases da Real Força Aérea (Royal Air Force, RAF) com as quais Londres controlava o Iraque. Os Levies eram adequados para sua missão pretendida de defender os campos de aviação do Comando da RAF no Iraque (RAF Iraq Command), mas a ameaça de guerra com a recém-formada República da Turquia forçou os britânicos a expandirem as forças militares nativas do Iraque.
Ancara reivindicava o vilaiete de Moçul como parte de seu país, durante sua resistência à partilha do Império Otomano. Esta província corresponde ao terço norte do Iraque moderno, principalmente o Curdistão iraquiano, e inclui os ricos campos de petróleo de Kirkuk. Em 1920, as tropas turcas penetraram no Curdistão iraquiano e expulsaram pequenas guarnições britânicas de as-Sulaymaniyyah e Rawanduz, no leste do Curdistão. Isso levou os britânicos a formarem o Exército iraquiano em 6 de janeiro de 1921 (mais tarde marcado como o Dia do Exército Iraquiano), seguido por uma força aérea iraquiana em 1927. Os britânicos recrutaram ex-oficiais otomanos para servirem aos escalões subalternos e intermediários do novo corpo de oficiais iraquiano, com comandos superiores sendo ocupados por oficiais britânicos, bem como a maioria das posições de treinamento.
A Brigada Musa Al-Kadhim era formada por ex-oficiais iraquianos-otomanos, cujos quartéis estavam localizados em Kadhimyah. O Reino Unido forneceu apoio e treinamento ao Exército e à Força Aérea iraquianos por meio de uma pequena missão militar baseada em Bagdá; fornecendo armas e treinamento para derrotar a antecipada invasão turca ao norte do Iraque.

### Exército Real Iraquiano

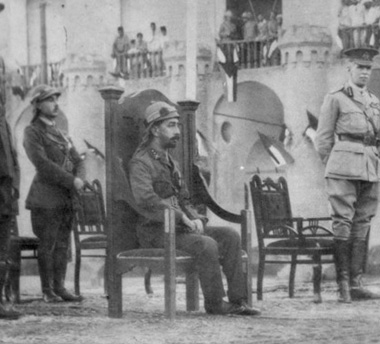
Coroação do Príncipe Faiçal como o Rei do Iraque

Em agosto de 1921, os britânicos instalaram o rei Hachemita Faiçal I como governante cliente do Mandato Britânico do Iraque. Faisal foi expulso como rei da Síria pelos franceses após a Guerra Franco-Síria em 1920. Da mesma forma, as autoridades britânicas selecionaram as elites árabes sunitas da região para nomeações para cargos de governo e ministério no Iraque. Os britânicos e os iraquianos formalizaram a relação entre as duas nações com o Tratado Anglo-Iraquiano de 1922. Com a ascensão de Faiçal ao trono, o Exército Iraquiano tornou-se o Exército Real Iraquiano (Royal Iraqi Army, RIrA).
Em 1922, o exército totalizava 3.618 homens. Isso estava bem abaixo dos 6.000 homens solicitados pela monarquia iraquiana e ainda menos do que o limite estabelecido pelos britânicos de 4.500. Salários nada atraentes atrapalharam os esforços de recrutamento iniciais. Nessa época, o Reino Unido mantinha o direito de mobilizar forças locais como os Recrutados Iraquianos, comandados por britânicos, que estavam sob controle britânico direto. Com uma força de 4.984 homens, os Recrutados Iraquianos superavam o exército.
Em 1924, o exército cresceu para 5.772 homens e, no ano seguinte, cresceu ainda mais para chegar a 7.500 homens - mantendo esse tamanho até 1933. A ordem de batalha da força consistia em:
- Seis batalhões de infantaria,
- Três regimentos de cavalaria,
- Dois regimentos de montanha,
- Uma bateria de artilharia de campanha.

No final da década de 1920, a ameaça de ataque turco diminuiu, com o exército iraquiano se concentrando em novas missões internas. Enquanto o comando britânico ainda se preocupava com a ameaça de invasão turca e persa do território iraquiano - já que ambos os Estados eram consideravelmente mais coesos e com exércitos superiores -, o novo foco mudou para a segurança interna contra forças centrífugas que ameaçavam esfacelar o país. Essas ameaças à integridade do nascente Estado iraquiano eram revoltas separatistas dos curdos e das poderosas tribos do oeste e do sul do Iraque. Os britânicos concluíram que o exército iraquiano não era capaz de lidar com os turcos ou persas, com a RAF (apoiada pelos Recrutados Iraquianos) assumindo a responsabilidade total pela defesa externa. Daí em diante, o exército iraquiano foi cada vez mais relegado a tarefas de segurança interna. No entanto, o exército gozava de considerável prestígio, com as elites do país vendo o exército como uma força de consolidação nacional:
- Um forte exército garantia o domínio sunita sobre a maioria xiita;
- Tal exército forte permitiria a Bagdá controlar as tribos independentes que resistiam à centralização;
- O exército criaria uma identidade nacional.

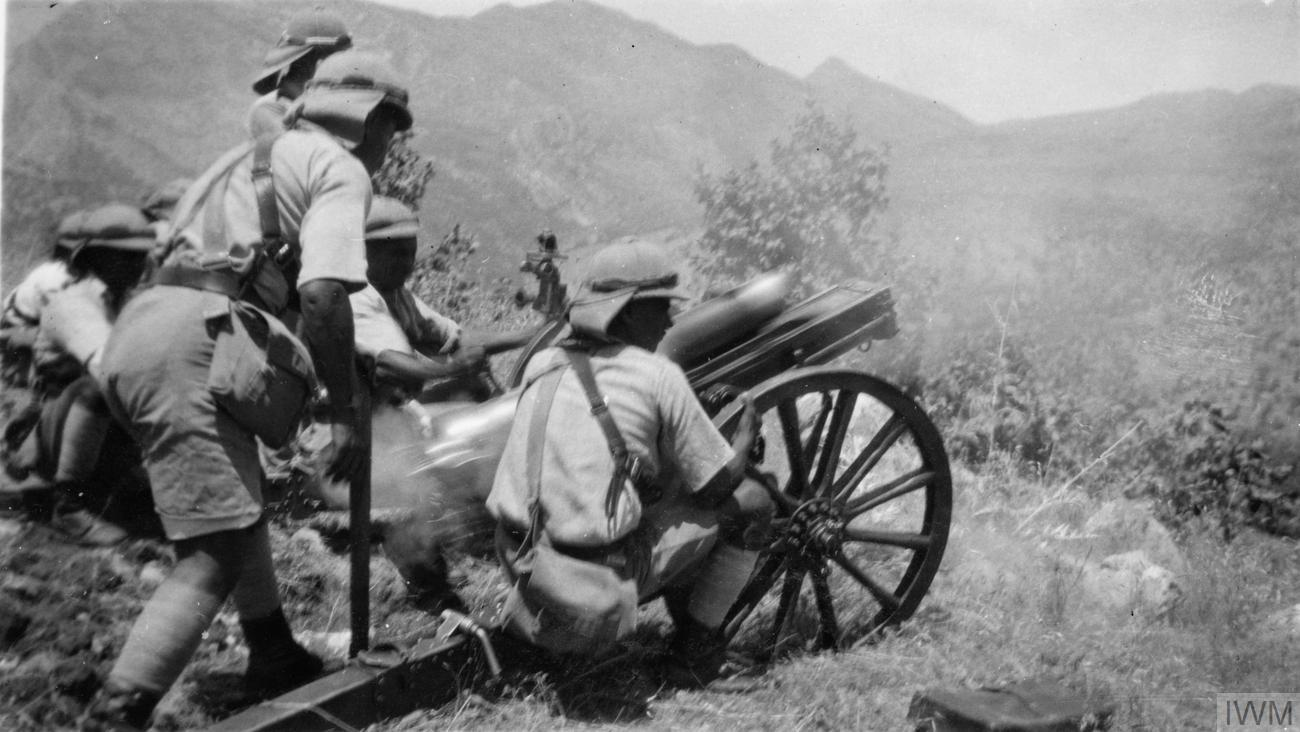
Canhão de montanha de 7.3pol da coluna do Exército Iraquiano, 'Dicol', bombardeando Shirwan-A-Mazin de uma encosta em Kani-Ling durante as operações anti-Barzani, em junho de 1932

Com a maioria sob controle, as tribos rebeldes mantidas na linha e uma identidade nacional por toda a população heterogênea, o exército serviria como uma força modernizadora e socializadora que ajudaria a unir os atrasados vilaietes otomanos em uma nação iraquiana moderna e unificada.
No entanto, havia dúvidas sobre as reais capacidades do exército. Em 1928, o número de oficiais britânicos comandando unidades iraquianas aumentou porque os oficiais iraquianos demoravam a se adaptarem à guerra moderna. O primeiro teste real do exército ocorreu em 1931, quando o líder curdo Ahmed Barzani unificou várias tribos curdas e se rebelou abertamente. As unidades do exército iraquiano foram severamente sangradas por tribos sob o comando de Shaykhs Mahmud e Mustafa Barzani. O péssimo desempenho do exército iraquiano não impressionou, e a situação exigiu a intervenção das tropas britânicas para restaurar a ordem.
Em 1932, o Reino do Iraque obteve a independência oficial. Isso estava de acordo com o Tratado Anglo-Iraquiano de 1930, segundo o qual o Reino Unido encerraria seu mandato oficial com a condição de que o governo iraquiano permitisse que conselheiros britânicos participassem dos assuntos governamentais, permitisse a permanência de bases militares britânicas e uma exigência que o Iraque ajudasse o Reino Unido em tempo de guerra.
O novo estado era fraco e o regime sobreviveu por apenas quatro anos, quando foi derrubado por um golpe-de-estado em 1936. Ao alcançar a independência em 1932, tensões políticas surgiram sobre a presença britânica contínua no Iraque, com a divisão do governo e dos políticos do Iraque entre aqueles considerados pró-britânicos e aqueles que foram considerados antibritânicos. A facção pró-britânica foi representada por políticos como Nuri as-Said, que não se opôs à continuação da presença britânica. A facção antibritânica foi representada por políticos como Rashid Ali al-Gaylani, que exigiu que a influência britânica remanescente no país fosse removida. Em 1936, o General Bakr Sidqi, que havia conquistado certa reputação por reprimir revoltas tribais (e também foi responsável pelo implacável Massacre de Simele), foi nomeado chefe do Estado-Maior e pressionou com sucesso o rei Ghazi bin Faiçal a exigir a renúncia do Gabinete. Daquele ano até 1941, cinco golpes do exército ocorreram durante cada ano liderados pelos chefes do exército contra o governo para pressioná-lo a ceder às exigências do Exército.

### O Golpe de 1941

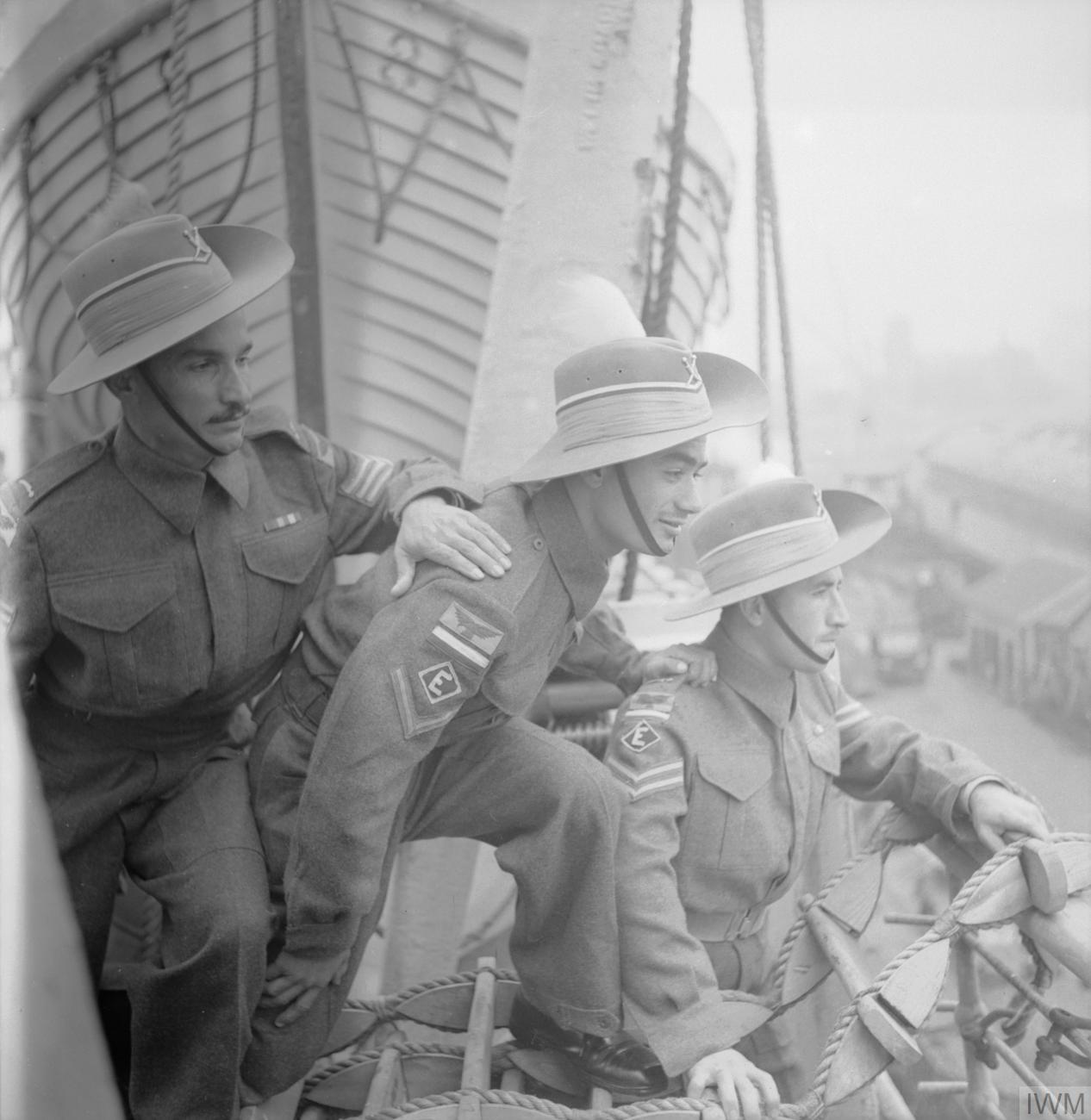
Três soldados das equipes de solo dos Recrutados Iraquianos da RAF, chegam às docas em Liverpool, no Reino Unido, em 1946. Da esquerda para a direita: Sargento Macko Shmos, Anspeçada Adoniyo Odisho e Cabo Yoseph Odisho

No início de abril de 1941, durante a Segunda Guerra Mundial, Rashid Ali al-Gaylani e membros da antibritânica "Quadrado Dourado" lançaram um golpe-de-estado contra o atual governo. O primeiro-ministro Taha al-Hashimi renunciou e Rashid Ali al-Gaylani assumiu seu lugar como primeiro-ministro. Rashid Ali também se autoproclamou chefe de um "Governo de Defesa Nacional". Ele não derrubou a monarquia, mas instalou um regente mais complacente. Ele também tentou restringir os direitos dos britânicos que lhes foram concedidos pelo tratado de 1930.
O Quadrado Dourado era comandado pelos "Quatro Coronéis":
- Coronel Salah ed-Din es-Sabbagh, comandante da 3ª Divisão de Infantaria;
- Coronel Kamal Shahib, comandante da 1ª Divisão de Infantaria;
- Coronel Fahmi Said, comandante da Brigada Mecanizada Independente;
- Coronel Mahmud Salman, chefe da Força Aérea.

Embora o Iraque fosse nominalmente independente, a Grã-Bretanha ainda governava o país de fato, exercendo veto sobre a política externa e de segurança nacional do Iraque. O alto comando iraquiano viu a oportunidade de se livrar de seu mestre colonial quando a Grã-Bretanha se viu em uma posição vulnerável contra a Alemanha Nazista. Os golpistas eram apoiados pelo pró-nazista e antijudaico Grão-Mufti de Jerusalém, Haj Amin al-Husseini, pelo embaixador alemão Dr. Fritz Grobba e pelo líder guerrilheiro árabe Fawzi al-Qawuqji.
Em 30 de abril, unidades do Exército iraquiano tomaram o terreno elevado ao sul da base aérea de RAF Habbaniya. Um enviado iraquiano exigiu que nenhum movimento, seja terrestre ou aéreo, ocorresse a partir da base. Os britânicos recusaram a exigência e eles próprios exigiram que as unidades iraquianas deixassem a área imediatamente. Além disso, os britânicos desembarcaram forças em Basra e os iraquianos exigiram que essas forças fossem removidas.
Às 05:00 horas em 2 de maio de 1941, a Guerra Anglo-Iraquiana eclodiu entre os britânicos e o novo governo de Rashid Ali quando os britânicos na base RAF Habbaniya lançaram ataques aéreos contra os iraquianos. A essa altura, o exército havia crescido significativamente. Tinha quatro divisões de infantaria com cerca de 60.000 homens. Com força total, cada divisão tinha três brigadas de infantaria (3 batalhões cada) mais unidades de apoio - incluindo brigadas de artilharia. A 1ª e a 3ª Divisões iraquianas estavam estacionadas em Bagdá. A 2ª Divisão estava estacionada em Kirkuk, e a 4ª Divisão em Al Diwaniyah, na principal linha ferroviária de Bagdá a Basra.
Também baseada em Bagdá estava a Brigada Mecanizada Independente composta por:
- Companhia de Tanques Leves (tankettes Fiat L3/35);
- Companhia de Carros Blindados (14 Vickers Crossley);
- Dois batalhões de infantaria "mecanizada";
- Uma companhia de metralhadoras "mecanizada";
- Uma brigada de artilharia "mecanizada".

Todas essas unidades de infantaria "mecanizadas" eram na verdade transportadas por caminhões. O efetivo autorizado das Brigadas de Infantaria iraquianas em plena força era de 26 oficiais e 820 outras patentes, 46 metralhadoras leves Bren; 8 metralhadoras pesadas Vickers (em dois pelotões de 4 metralhadoras cada) e 4 metralhadoras antiaéreas Lewis.
As hostilidades entre os britânicos e os iraquianos duraram de 2 a 30 de maio de 1941. O governo alemão despachou uma unidade de aviação, Fliegerführer Irak, e a Itália enviou assistência limitada, mas ambos chegaram tarde demais e a ajuda estava longe de ser adequada. A Grã-Bretanha reuniu uma pequena força de seus exércitos no Levante, que facilmente derrotou o muito maior, mas totalmente incompetente exército e força aérea iraquianos, marchou sobre Bagdá e depôs os comandantes militares (que foram condenados à morte por enforcamento) e seu primeiro-ministro, Rashid Ali al-Gaylani. Em seu lugar, os britânicos reinstalaram Nuri as-Said, que dominou a política do Iraque até a derrubada da monarquia e seu assassinato em 1958. Nuri as-Said seguiu uma política amplamente pró-ocidental durante este período. O exército não foi dissolvido, no entanto. Em vez disso, foi mantido para impedir possíveis ações ofensivas alemãs lançadas a partir do sul da Rússia.

### Guerra Árabe-Israelense de 1948

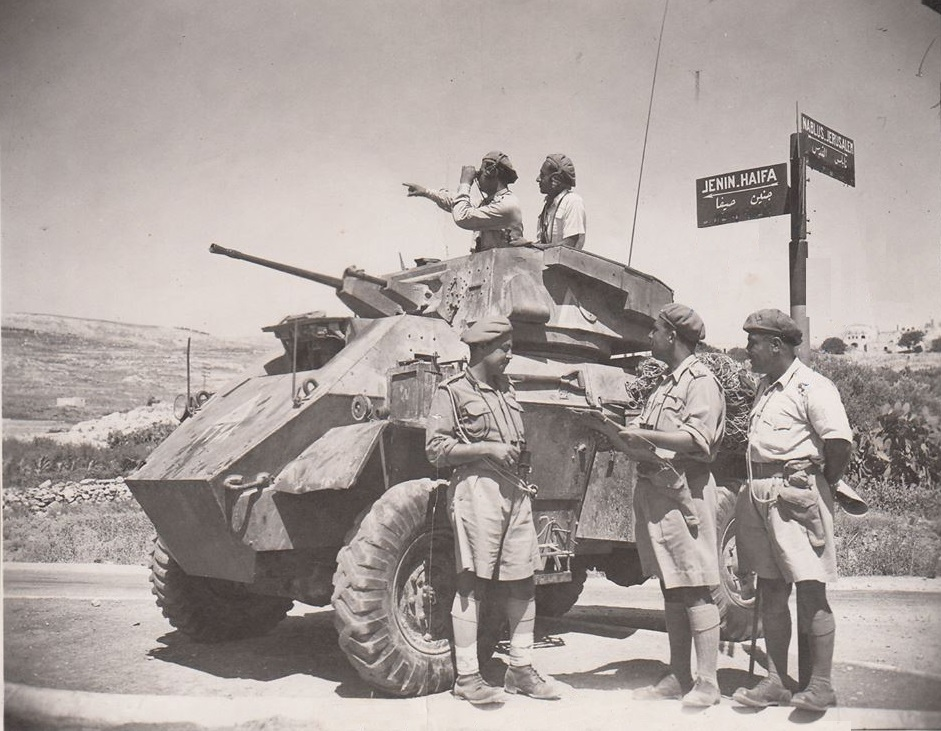
Tropas do exército iraquiano lideradas por Taher Abdel Ghafour e com um carro blindado Humber na cidade de Jenin, 1948

A Guerra Árabe-Israelense de 1948 foi a primeira experiência de combate das forças independentes iraquianas após a Segunda Guerra Mundial, e sua primeira guerra fora de seu território, quando Bagdá se juntou aos Estados árabes em sua oposição à criação da pátria nacional judaica na Palestina, e em maio de 1948 enviou uma força considerável para ajudar a esmagar o recém-independente Estado de Israel. O Exército Iraquiano então ostentava 21.000 homens em 12 brigadas, com a Força Aérea Real Iraquiana tendo uma força de 100 aeronaves (principalmente britânicas); enviando inicialmente 5.000 homens em quatro brigadas de infantaria e um batalhão blindado com o pessoal de apoio correspondente. O Iraque enviou continuamente reforços à sua força expedicionária, com um pico de 15 a 18.000 homens. O Iraque também contribuiu com 2.500 voluntários para o Exército de Libertação Árabe (ALA), uma força irregular comandada pelo ex-oficial otomano Fawzi al-Qawuqji.
Antes da resolução da Liga Árabe para atacar Israel, o ALA foi usada para combater os assentamentos judeus, lançando sua primeira ofensiva em fevereiro de 1948. Com uma força de cerca de 6.000 homens, foi organizado principalmente pela Síria, com 2.500 voluntários sírios fornecendo um terço da força, com outro terço fornecido pelos iraquianos; o resto eram árabes palestinos, libaneses e outros muçulmanos. Seu comandante Fawzi também era sírio, com as despesas sendo pagas por membros da Liga Árabe.
As forças iraquianas receberam seu batismo de fogo com o ALA defendendo Zefat em abril e maio de 1948. Uma força de 600 irregulares sírios e iraquianos do ALA foi enviada para defender esta cidade importante, que controlava o acesso entre o Vale de Hula e o Mar da Galiléia (Lago Kinneret). Zefat era protegida por dois fortes de polícia construídos na rocha das colinas, formando uma posição formidável; e também um alvo prioritário para o Haganá. A força da posição natural permitiu ao ALA, junto com alguns milicianos árabes locais, derrotar dois ataques israelenses por elementos da Brigada Golani em abril. Os israelenses trouxeram um novo batalhão em maio e imediatamente tomaram um dos fortes. Com a chegada de outro batalhão, os israelenses atacaram a própria cidade sob a cobertura de morteiros, mas os árabes conseguiram rechaçar os repetidos ataques. Quatro dias após o primeiro ataque na cidade, os israelenses atacaram à noite sob a cobertura de uma tempestade e surpreenderam os defensores. Os árabes resistiram ferozmente e forçaram os israelenses a lutarem de casa em casa, mas acabaram sendo expulsos da cidade. Após essa derrota, a força árabe cedeu o último forte policial sem lutar e se retirou.
Em 25 de abril, o grupo israelense Irgun Zvi Leumi assaltou a cidade árabe de Jafa com 600 homens, iniciando a Operação Hametz, mas foi detido por uma força de tamanho semelhante de irregulares iraquianos do ALA em combate de casa em casa; o que forçou o Irgun a pedir ajuda ao Haganá após dois dias de luta. Pesados combates continuaram com unidades britânicas intervindo em nome dos árabes e perdendo um certo número de tanques contra as emboscadas do Irgun. Jafa cairia nas mãos dos israelenses em 13 de maio.
Em 29 de abril, unidades do grupo de elite Palmach assaltaram posições na crista de Katamon, ao sul de Jerusalém, mantidas por irregulares iraquianos do ALA. O Palmach garantiu uma posição segura com um ataque noturno surpresa que tomou o mosteiro que dominava o cume. Pela manhã, os iraquianos lançaram um contra-ataque furioso que evoluiu para uma luta extremamente dura, mas por fim os iraquianos cancelaram o ataque para se reagruparem; ao meio-dia os israelenses foram reforçados por outro batalhão. Este novo equilíbrio de poder de combate levou os exaustos e ensanguentados iraquianos a decidirem que não possuíam a força necessária para desalojar os israelenses, e se retiraram do campo. Depois dessas derrotas, o ALA demorou vários meses para retomar suas operações, mas a essa altura a maior parte do seu contingente iraquiano havia se juntado à força expedicionária iraquiana que chegara ao norte de Samaria.

A ofensiva árabe, 15 de maio - 10 de junho de 1948

As primeiras forças iraquianas da força expedicionária chegaram à Transjordânia no início de abril de 1948, com uma brigada de infantaria e um batalhão blindado de apoio sob o comando do General Nur ad-Din Mahmud. Em 15 de maio, engenheiros iraquianos construíram uma ponte flutuante sobre o rio Jordão, permitindo que as unidades de combate cruzassem para a Palestina. Mais de 3.000 soldados iraquianos com apoio blindado e aéreo não conseguiram derrotar menos de 50 defensores judeus levemente armados. Após a travessia, os iraquianos imediatamente lançaram um ataque frontal contra o assentamento israelense de Gesher, apenas para serem rapidamente rechaçados. O exército iraquiano tentou novamente no dia seguinte, com seus blindados atacando do sul e sua infantaria do norte. O duplo envelopamento foi mal implementado - faltando coordenação infantaria-carro de combate - o que deu aos israelenses espaço para respirar e redistribuir sua pequena força ao longo das linhas internas e assim derrotar cada ataque individualmente. Os iraquianos lançaram ataques frontais desajeitados, com os tanques desprotegidos e carros blindados sendo facilmente destruídos por equipes de caçadores anticarro. Vários dias depois, Mahmud tentou atacar outro assentamento judaico na mesma área, mas as tropas não patrulharam sua rota adequadamente e foram emboscadas antes mesmo de chegarem ao local do objetivo. Essas derrotas convenceram o exército iraquiano a abandonar este setor da frente e tentar a sorte em outro lugar.
A força expedicionária mudou-se para o triângulo estratégico Nablus – Jenin – Tulcarém em maio, que é a região da Cisjordânia no norte de Samaria. Esse era um setor-chave para o esforço de guerra árabe porque era o ponto de partida ideal para um ataque a oeste contra Haifa para dividir o estreito corredor israelense ao longo da costa do Mediterrâneo (que tinha apenas 15 km de largura) e cortar o país ao meio; o setor também protegeria o flanco direito da Legião Árabe da Transjordânia, que estava concentrada ao sul, em torno do corredor de Jerusalém. Anteriormente, esse setor havia sido mantido por elementos do ALA que eram muito fracos para representarem uma grande ameaça aos israelenses, mas a chegada da poderosa força iraquiana levou os árabes a acreditarem que seriam capazes de cortar Israel em dois. Enquanto se acomodavam, os iraquianos foram reforçados por outra brigada de infantaria e outro batalhão blindado. O aumento continuou de forma constante, com a força expedicionária alcançando sete ou oito brigadas de infantaria, uma brigada blindada e três esquadrões da força aérea.
No final de maio, o Haganá lançou um grande ataque contra as posições da Legião Árabe no forte de polícia de Latrun na estrada Jerusalém-Tel Aviv. Os ataques israelenses foram extremamente pesados, levando os jordanianos a apelarem aos iraquianos que atacassem para atrair forças israelenses de Latrum; ou a noroeste em direção a Haifa ou a norte na Galiléia. O exército iraquiano demorou a responder e lançou apenas dois ataques hesitantes que foram facilmente derrotados pelas forças israelenses locais. No entanto, os comandantes do Haganá identificaram a presença iraquiana, por seu tamanho e localização, como uma ameaça perigosa em uma possível ofensiva. Os israelenses decidiram lançar um ataque preventivo ao sul da Galiléia para tomar Jenin, e possivelmente Nablus, e cortar as linhas de abastecimento iraquianas através do rio Jordão. Para isso, os israelenses empregariam três brigadas: Alexandroni, Carmeli e Golani.
Ao mesmo tempo, os iraquianos planejavam exatamente a ofensiva que os israelenses temiam. Com a aproximação da primeira trégua, o quartel-general das forças árabes em Zarqaa ordenou que o comandante das forças iraquianas em Siquém assumisse o controle de vários assentamentos israelenses a fim de fortalecer sua posição nas negociações de cessar-fogo. Decidiu-se assumir o controle do porto de Netanya, por ser considerado um alvo essencial e um importante centro comercial, e dividir as comunicações israelenses entre o norte e o sul - negando assim o movimento israelense entre suas linhas internas.
A ofensiva preventiva israelense começou na noite de 28 de maio e pegou os iraquianos de surpresa. O plano previa que a Brigada Alexandroni fizesse um ataque diversivo contra Tulcarém, enquanto os Golanis seguiriam para o sul em direção a Jenin; ocupando o terreno elevado ao norte. Em seguida, a Brigada Carmeli exploraria o êxito ao passar pelas linhas da Golani e tomaria a cidade propriamente dita. O ataque da Golani ao norte progrediu bem - apesar dos Alexandronis não conseguirem executar sua finta - e tomou uma série de colinas, vilas e postos policiais a caminho de Nablus. Os defensores iraquianos responderam lentamente e a infantaria israelense ocupou posições-chave repetidamente antes da chegada dos batalhões de carros blindados iraquianos. Os Golanis manobraram as forças iraquianas em uma série de escaramuças, flanqueando-os e atacando-os antes que pudessem recuar em várias ocasiões. Os iraquianos continuaram lançando ataques decididos contra as posições já ocupadas pelos israelenses que, a essa altura estavam entrincheirados, os rechaçaram facilmente. Os israelenses agora estavam em uma boa posição para atacar Jenin.
Reforços iraquianos continuaram chegando ao norte e quando a Brigada Carmeli assumiu a ponta de lança do ataque israelense, ela começou a topar com eles. Uma brigada iraquiana havia se fortificado na cidade quando os israelenses chegaram a Jenin em 3 de junho e nas duas colinas que dominavam a cidade pelo sul. Os Carmelis lançaram um assalto noturno frontal desajeitado, mas ainda assim conseguiram empurrar os iraquianos de ambas as colinas em uma batalha prolongada. Na manhã seguinte, os iraquianos trouxeram forças descansadas e contra-atacaram com um batalhão reforçado, com apoio de artilharia e ataques aéreos imprecisos (embora úteis), o que eventualmente retomou a colina sudoeste dos israelenses exaustos. Uma batalha feroz se tomou corpo pelo controle da própria Jenin e, embora em um impasse contínuo, o comandante iraquiano continuou a enviar novas tropas na luta até que os israelenses concluíram que manter a cidade não valia o preço em baixas e recuaram para as colinas ao norte de Jenin. Eles sofreram pesadas baixas no ataque israelense a Jenin, mas conseguiram se manter em suas posições e poderiam absorver as perdas. No geral, as tropas iraquianas se destacaram em Jenin, impressionando até mesmo seus oponentes israelenses. O envolvimento ativo do Iraque na guerra efetivamente terminou neste ponto.

### República iraquiana
A monarquia dos Hachemitas durou até 1958, quando o exército iraquiano deu um golpe de estado, conhecido como a revolução de 14 de Julho. O rei Faiçal II e os membros de sua família foram assassinados. Abd al-Karim Qasim subiu ao poder e estabeleceu novas relações com a União Soviética. A partir daí, os russos passaram a influenciar diretamente os acontecimentos no Iraque. O exército foi expandido no final da década de 50 e passou por uma ampla modernização.
No começo da década de 1960, os militares iraquianos começaram a concentrar tropas perto do Kuwait, o que elevou a tensão na região. Os cuaitianos haviam recentemente ganho independência do Reino Unido e o Iraque passou a reivindicar aquele território. Em 1963, o governo iraquiano recuou e reconheceu a independência do vizinho do sul.
Qāsim foi então assassinado em 1963 em um novo golpe (a Revolução Ramadã) que levou o Partido Ba'ath ao poder. O comando do país passou para o general Ahmed Hasan al-Bakr (empossado primeiro-ministro) e para o coronel Abdul Salam Arif (feito presidente). Nove meses depois, outro golpe aconteceu, colocando Abdul Salam Arif no poder e derrubando os baathistas. Em abril de 1966, Salam Arif morreu um acidente de helicóptero e foi sucedido pelo irmão, Abdul Rahman Arif. Após a desastrosa Guerra dos Seis Dias de 1967, onde o Iraque não tomou muita parte nos combates, o movimento baathista se fortaleceu e em 1968 voltou ao poder em um novo golpe. al-Bakr foi, dessa vez, empossado líder máximo da nação.

### O governo baathista

#### Guerra Irã-Iraque

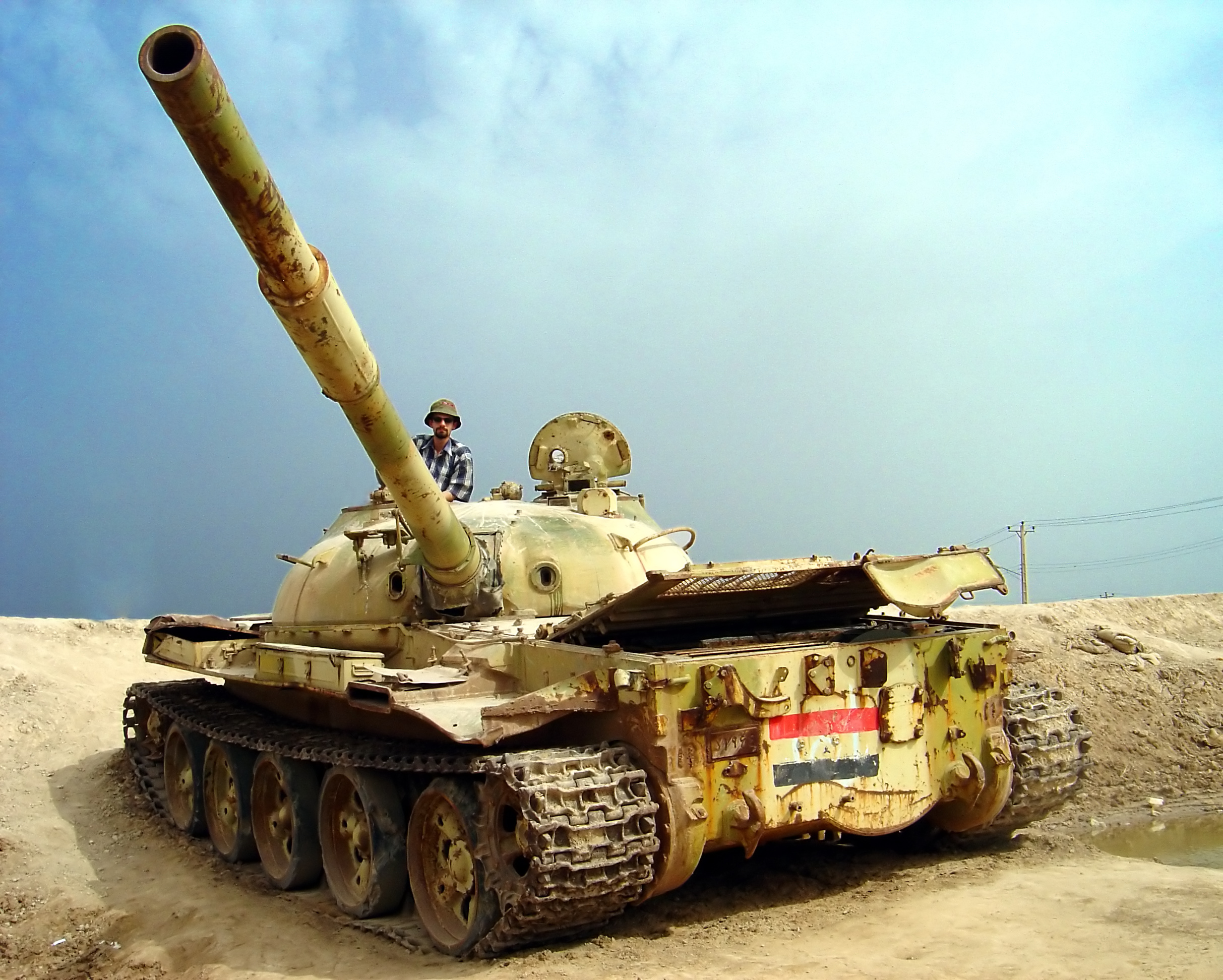
Sucata de um tanque T-62 iraquiano no Irã

Em 1979, outro golpe de estado aconteceu. Saddam Hussein, o novo presidente, expurgou a liderança do partido baath que era contrária a ele e colocou pessoas de sua confiança em cargos proeminentes da administração pública. Saddam subiu ao poder em meio a uma crise com o vizinho Irã, onde havia acontecido uma revolução. O golpe em Teerã colocou um regime primordialmente xiita no poder. O governo sunita de Hussein viu uma ameaça a sua influência na região e começou a se preparar para a guerra. As forças armadas iraquianas passaram por um extenso programa de modernização, com armamento soviético e também ocidental. Em meados de 1980, eclodiu a Guerra Irã-Iraque. Em 1981, o exército iraquiano tinha 200 000 homens e 12 divisões (mais 3 brigadas independentes), e, em 1985, já havia chegado ao número de 500 000 combatentes em 23 divisões e 9 brigadas. Enormes quantidades de armamentos foram importados, ao custo de bilhões de dólares, enquanto o esforço de guerra consumia dinheiro e vidas.
Em 1988, o conflito com o Irã chegou ao fim sem que nenhum lado pudesse se declarar vitorioso. O exército iraquiano, e suas milícias aliadas, perderam 375 000 homens em combate. Os custos econômicos também foram devastadores. A guerra, marcada por conflito de trincheiras e uso de armas químicas, não trouxe qualquer vantagem ao Iraque, em termos de territórios ou dinheiro, mas serviu para expandir as forças armadas. No final da década de 80, 1 milhão de homens serviam nas forças de Saddam, que contava com avançados armamentos (a maioria de fabricação soviética).
No final da década de 80, as forças de Saddam também tiveram de lutar contra curdos e xiitas nas regiões norte e sul do país.

#### Invasão do Kuwait e guerra no golfo pérsico

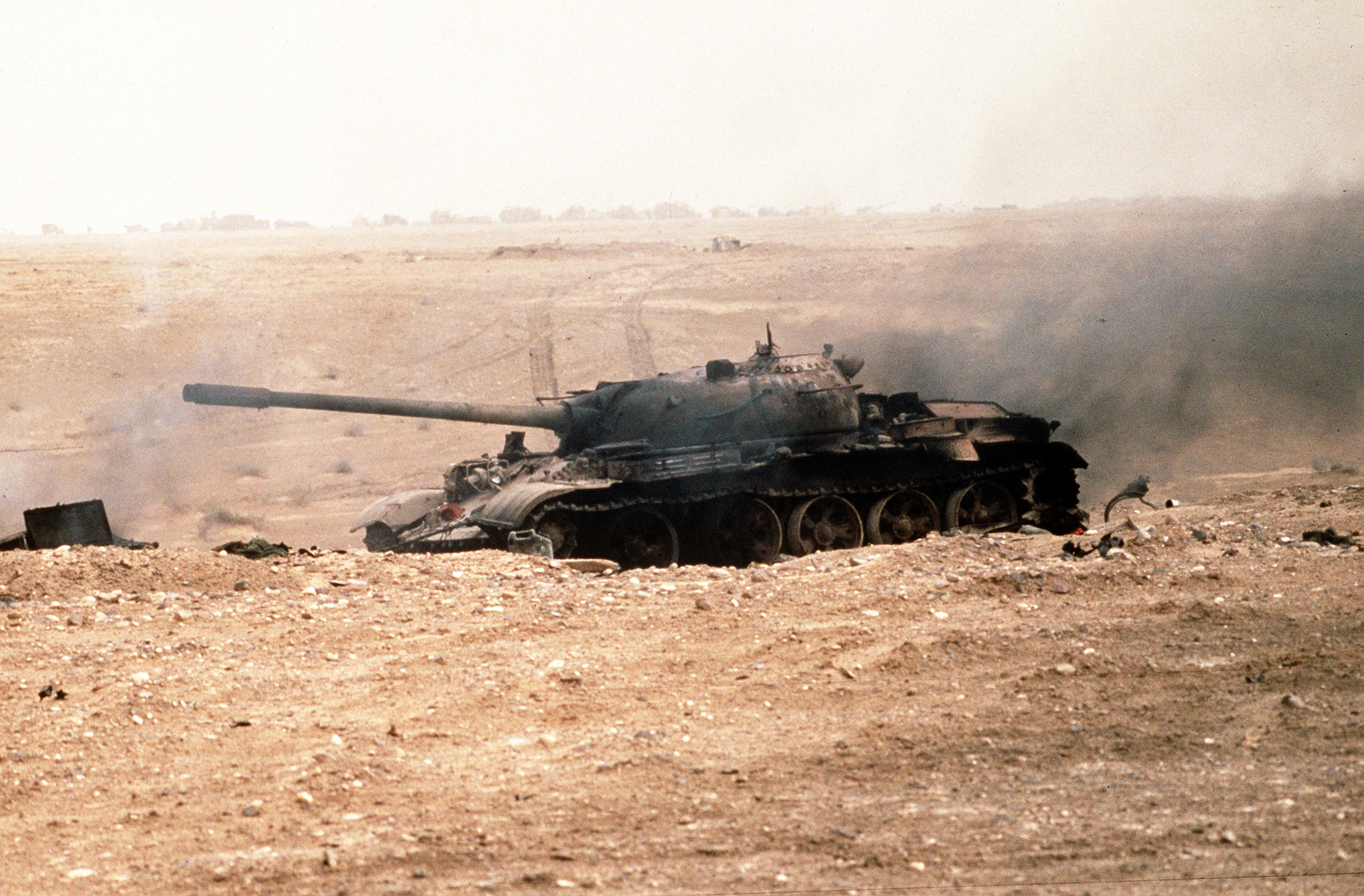
Um tanque T-55 iraquiano destruído

Na véspera da invasão do Kuwait, o exército iraquiano tinha 1 milhão de homens em suas fileiras. Era composto por 47 divisões de infantaria, mais 9 divisões blindadas e várias brigadas mecanizadas. Além disso, ainda havia as doze divisões da Guarda Republicana. Apesar do alto número de tropas, a maioria era de recém recrutados com pouco treinamento formal e algumas divisões eram de unidades auxiliares, enquanto os veteranos estavam fatigados depois de oito anos de guerra contra o Irã. Além disso, Hussein não confiava nos oficiais do seu exército. Durante a última guerra, ele mandou executar vários generais (alguns notavelmente competentes).
Na guerra contra o Irã, as forças de Saddam foram supridas com enormes quantidades de armas vindas da União Soviética, dos Estados Unidos, do Brasil e de vários outros países. Embora fortemente armado por este fator, isso fez também com que os equipamentos usados pelo exército iraquiano não fossem padronizados, criando uma força não homogênea. As unidades da Guarda Republicana eram as mais bem armadas e mais bem pagas e, por isso, eram também as mais leais. O restante da tropa era mal equipada (como o exército era grande demais, faltava equipamentos modernos para todos) e também havia o problema da falta de motivação. A maioria das unidades mecanizadas do exército eram tanques usados, importados da China, como o Type 59 e o Type 69, e outros fabricados na União Soviética nos anos 50 e 60, como os tanques T-55 e T-72. Esses veículos não estavam equipados com tecnologia tão moderna, como visão noturna ou mira a laser teleguiada, o que fazia o maquinário iraquiano fraco, se comparado ao do ocidente, limitando sua capacidade e performance no campo de batalha moderno. Do outro lado, os Aliados possuíam modernos tanques como o M1 Abrams americano e o Challenger 1 britânico. Além disso, as forças da Coalizão tinham aeronaves superiores e em maior quantidade, além de um exército mais bem equipado no geral. Os oficiais iraquianos não tinham como responder as implacáveis investidas dos Aliados e seus tanques e outros veículos se provaram ineficazes.

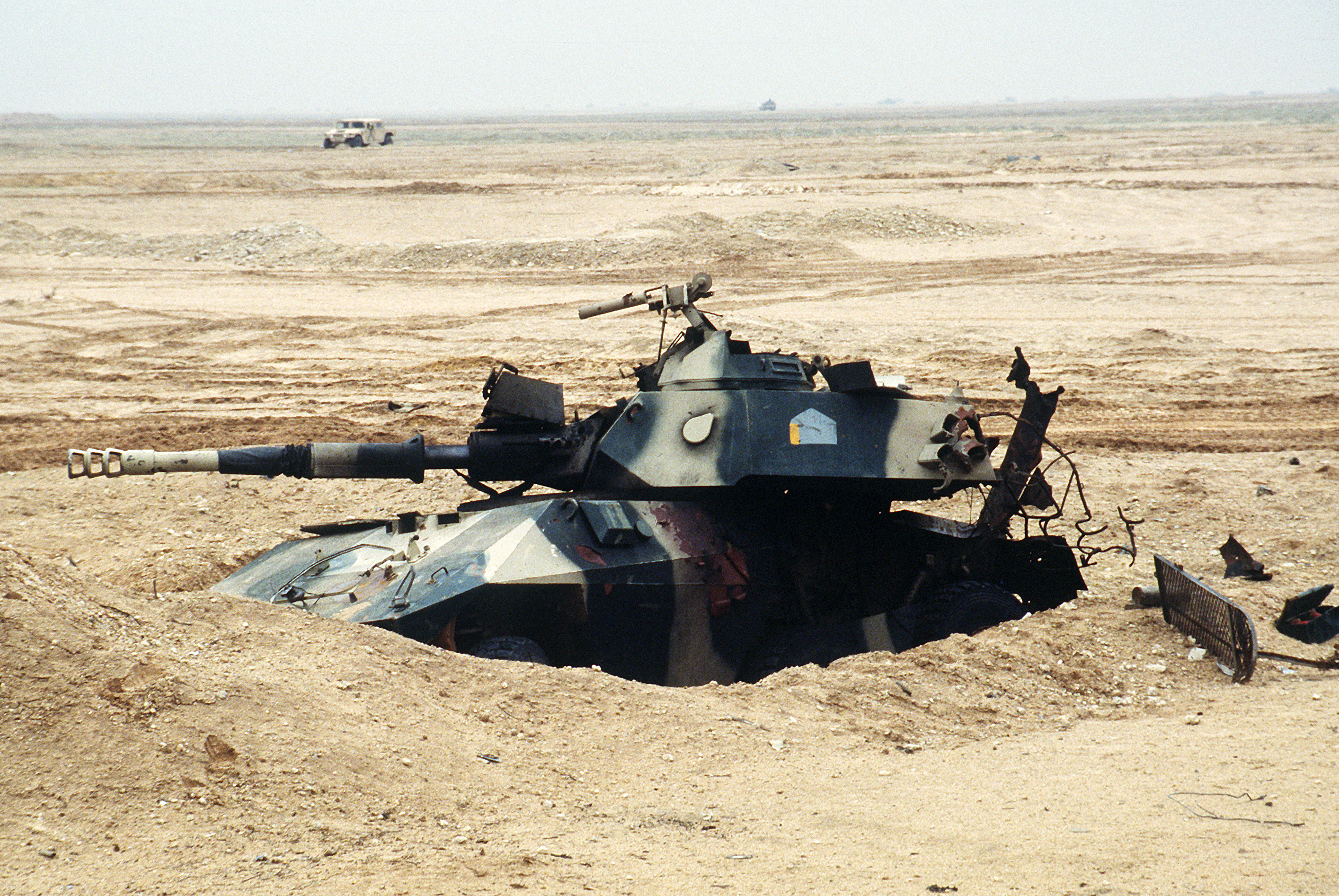
Um tanque EE-9 Cascavel, de fabricação brasileira, destruído pela aviação aliada

As tripulações iraquianas usavam ultrapassadas e velhas munição de penetração contra as modernas blindagens Chobham usado por tanques americanos e ingleses. O resultado foi desastroso, com veículos aliados sendo atingidos por tiros esporádicos e sobrevivendo, enquanto seus próprios tanques eram massacrados. O exército iraquiano também não utilizou da vantagem que poderia ter se forçasse os Aliados a lutaram em uma guerra urbana — especialmente na Cidade do Kuwait — que poderia ter infligido mais perdas nas forças Coalizão ocidental. Uma das vantagens da luta no ambiente urbano é que ela reduz a vantagem de equipamentos modernos, fazendo com que exércitos menores e com armas inferiores tenham uma melhor posição. Ao invés disso, os iraquianos tentaram implementar sua própria versão da doutrina militar soviética, que sacrificava a flexibilidade tática e a capacidade de adaptação. Os oficiais do exército de Saddam não tinham muitas capacidades técnicas e, como muita das ordens tinham que vir direto do QG de Hussein, isso deixava as forças iraquianas sem a habilidade de se adaptar a novos cenários. Além disso, Saddam não antecipou o poderio aéreo das forças aéreas aliadas, quando aviões, especialmente americanos e britânicos, destruíam postos de controle e comunicação, que limitava a capacidade iraquiana de montar uma defesa coesa.
A Guerra do Golfo foi um fracasso humilhante para as forças de Saddam. O total de mortos ainda é desconhecido, mas as fontes afirmam que pelo menos 100 000 militares iraquianos pereceram em batalha e uma enorme quantidade de equipamentos foram perdidos. Milhares mais foram feridos e enormes quantidades de soldados se renderam sem muita luta. O combate terrestre na guerra durou apenas 100 horas, mas foi o suficiente para destruir as melhores unidades do exército de Hussein.

#### Durante a década de 1990
O Instituto Internacional para Estudos Estratégicos (International Institute for Strategic Studies ou IISS) estimou que apenas seis divisões mecanizadas do exército iraquiano continuavam em boa ordem após a Guerra do Golfo. Também sobravam ainda 23 divisões de infantaria, 8 divisões da Guarda Republicana e 4 mais da força de segurança interna. Em 1992, ainda havia 10 000 homens em 5 divisões que estavam lutando no sul para sufocar as revoltas xiitas.
Durante os anos 90, os Estados Unidos e as demais potências ocidentais realizaram bombardeios esporádicos pelo Iraque (como em 1996 e 1998). Duas zonas de exclusão aérea (as operações Northern Watch e Southern Watch) sobre o Iraque foram impostas pela OTAN, com o objetivo de limitar a capacidade do exército iraquiano de usar violência exagerada contra as minorias e tentar impedir repressões étnicas, ao mesmo tempo que tentava enfraquecer o regime baathista. Isso acabou por deteriorar ainda mais a infraestrutura civil e militar da nação. No final da década, foi estimado que o Iraque tinha 350 000 homens em suas forças armadas, além de outros 100 000 reservistas em condições de lutar.

### Invasão anglo-americana e deposição de Saddam

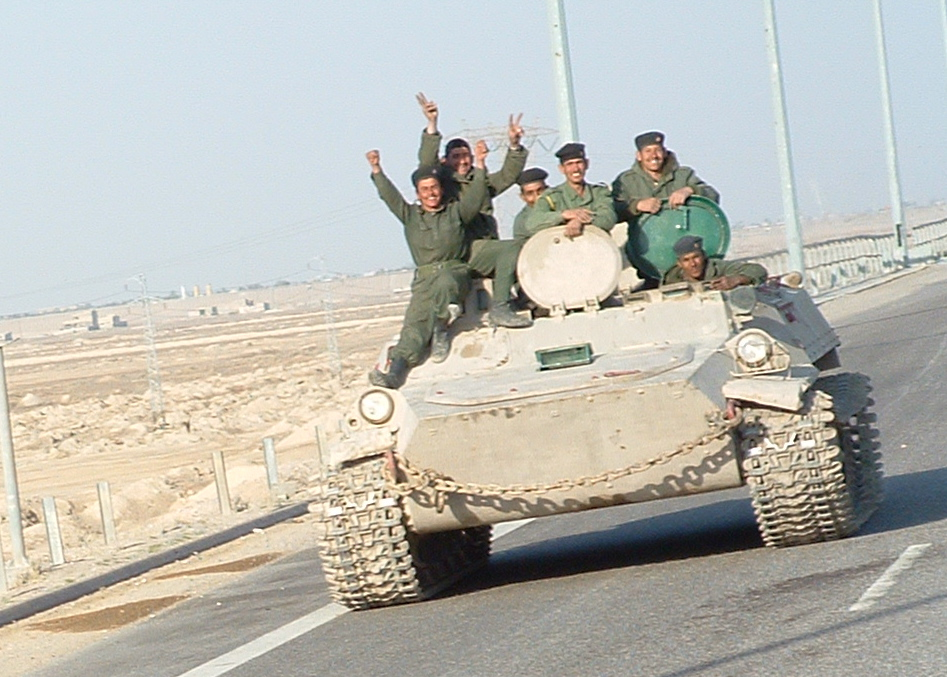
Militares iraquianos do exército baathista em um blindado MT-LB um mês antes da invasão anglo-americana

Em 2002, o governo do presidente americano George W. Bush começou a pressionar o regime de Saddam Hussein a entregar todo e qualquer tipo de armas de destruição em massa que possuísse, embora ele negasse que tivesse posse de tais armamentos. Isso levou a invasão anglo-americana do Iraque, em março de 2003. Antes do ataque das potências ocidentais, Saddam tinha ao seu dispor 375 000 soldados, organizados em cinco corpos independentes. No geral, eram 11 divisões de infantaria, 3 divisões mecanizadas e outras 3 blindadas. A Guarda Republicana (consideradas as unidades mais bem armadas das forças armadas iraquianas) tinham entre 50 000 e 80 000 tropas.
Em janeiro de 2003, as unidades militares iraquianas estavam espalhadas pelo país. Quando os aliados ocidentais iniciaram a invasão, no final de março, o exército iraquiano se encontrava mal armado, já que boa parte do seu equipamento havia sido destruído na Primeira Guerra do Golfo, mal preparado e pouco motivado. As forças de Saddam foram derrotadas em várias batalhas da guerra, as maiores em Nasiriyah e Bagdá. No começo de maio, o país já havia sido completamente tomado. Pelo menos 10 000 soldados iraquianos foram mortos no conflito. As forças armadas do país foram então dissolvidas pelas autoridades da força de ocupação da Coalizão ocidental. A infraestrutura governamental do governo baathista foi desfeito e Saddam foi preso (e executado três anos depois). Paul Bremer, nomeado administrador do governo interino da Coalizão, defendeu a polêmica decisão de debandar o exército iraquiano pois, segundo ele, seria mais fácil reconstruir do zero as forças armadas do país do que reeducar os militares do Iraque. Isso se mostrou um grave erro estratégico, já que a maioria dos ex soldados saquearam várias quantidades de armamentos de suas antigas bases e foram para as ruas, dando início a primeira fase da insurgência. Os xiitas, que eram a maioria da população, também se recusariam a servir em um novo exército com oficiais sunitas, minoria que governava a nação durante a era Saddam. Os próximos anos no Iraque seriam de profunda instabilidade.

### Reconstrução e reestruturação do exército

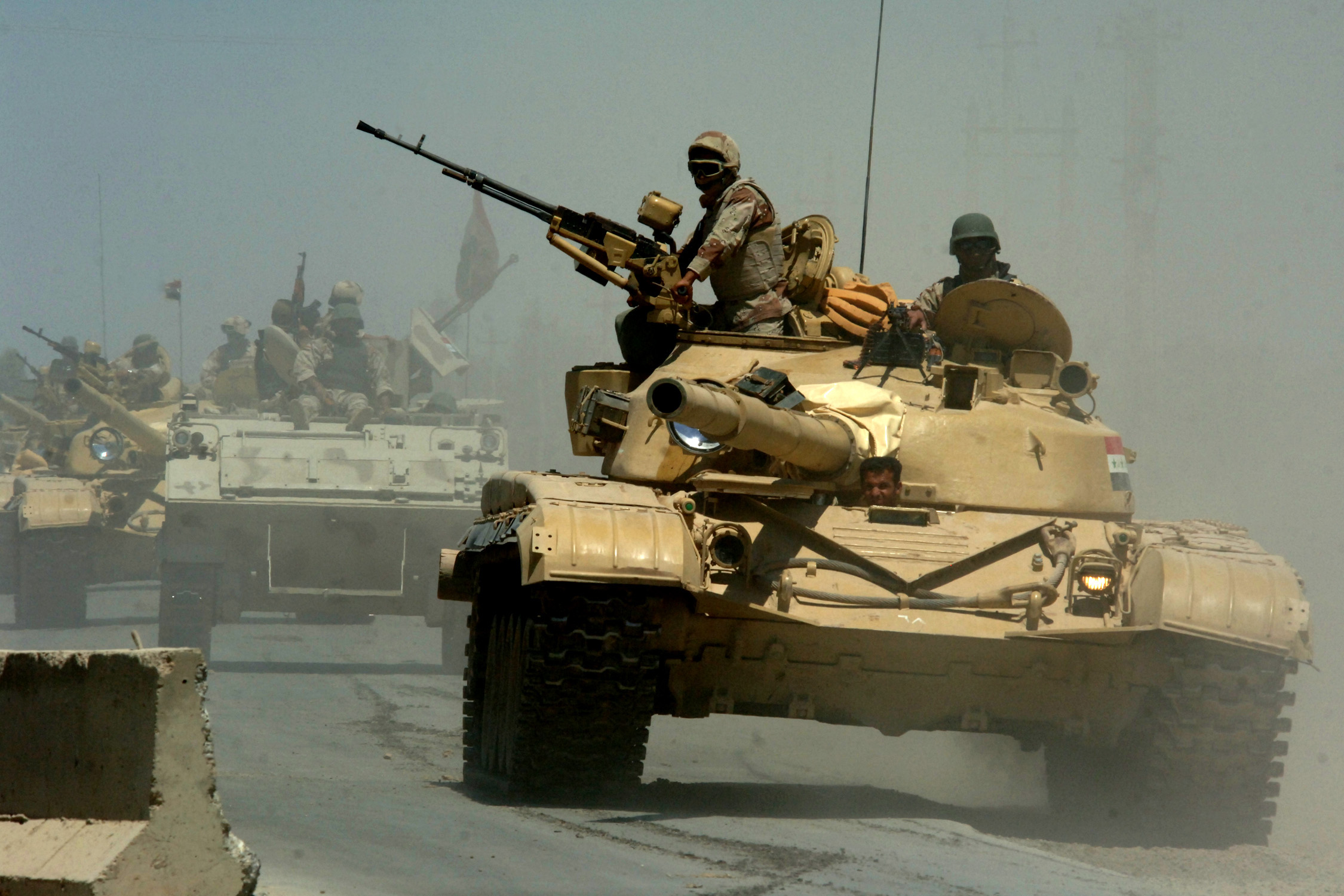
Um tanque T-72 das novas forças armadas iraquianas

A administração Bush esperava que as forças da coalizão seriam recebidas como libertadoras que derrubaram a ditadura de Saddam Hussein. Analistas tinham avaliado que haveria pouca resistência por parte do povo iraquiano. Por causa disso, preparações para criar um novo exército para o país foram lentas. A nova força teria 27 batalhões em 3 divisões, totalizando 40 000 soldados. Era esperado que as novas forças armadas estariam prontas em três anos.

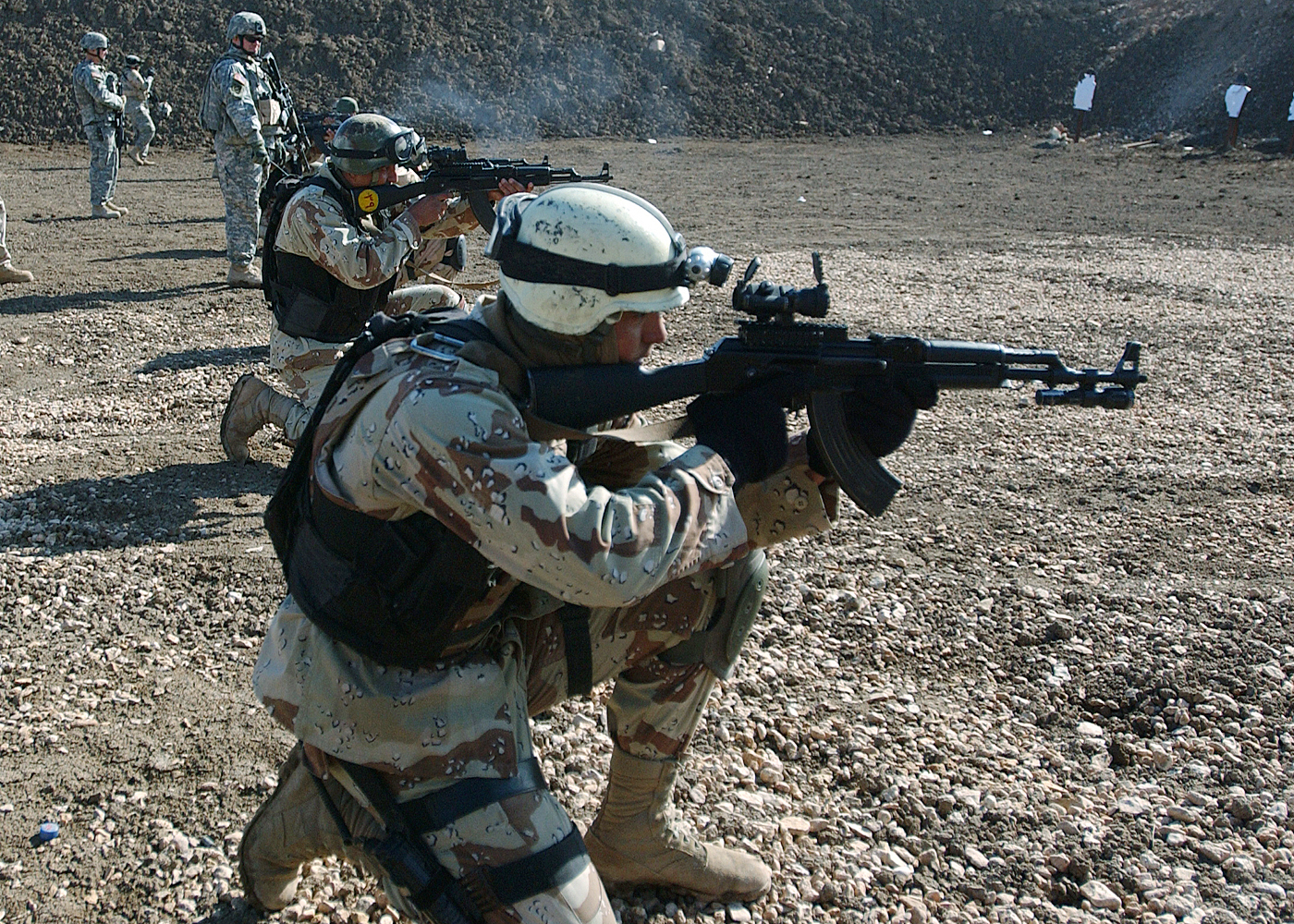
Militares iraquianos durante treinamento de tiro com seus fuzis AR-M1

O major-general americano Paul Eaton recebeu a responsabilidade de auxiliar o treinamento e desenvolvimento do novo exército iraquiano. Em 2 de agosto de 2003, o primeiro batalhão do novo exército começou a recrutar pessoal, que se submeteria a seções de treinamento de 9 semanas numa base em Qaraqosh. A graduação destes militares se completou em outubro de 2003. Enquanto isso, o caos emergia pelo país no meio de uma violenta guerra civil.
Em 5 de abril de 2004, vários batalhões do exército iraquiano se recusaram a lutar na Primeira Batalha de Faluja. Em junho, com a violência chegando a níveis alarmantes, as forças da Coalizão se reagruparam, sob o comando do general David Petraeus. A nova estratégia visava fortalecer as forças de segurança iraquianas e melhorar seu treinamento, ao mesmo tempo que os auxiliava na luta contra a insurgência.
Enquanto as forças americanas engajavam em pesados combates pelo país, a falta de contingente começou a pesar contra as forças de ocupação. Foi criado então o Corpo de Defesa Civil iraquiano (mais tarde renomeada Guarda Nacional). Várias milícias civis foram formadas e somente mais tarde foram unidas. Muitos integrantes destes grupos, contudo, se recusavam a combater outros iraquianos. Muitos desertavam e alguns até se uniam aos insurgentes. A ineficiente Guarda Nacional, com seus 40 000 combatentes, acabou forçando sua dissolvição em dezembro de 2004. Suas unidades foram mais tarde absolvidas pelo exército iraquiano. A OTAN iniciou então um programa de treinamento para os militares do Iraque.
A partir de 2005, os americanos e seus aliados começaram um programa mais extensivo para treinar as forças de segurança iraquianas. O treinamento era difícil devido a instabilidade interna, infiltrações de insurgentes e altas taxas de deserção. O número de batalhões do exército foi então expandido. Contudo, nem todos estavam prontos para lutar, devido a falta de equipamentos e as limitações logísticas. Em outubro de 2005, os iraquianos tinham 90 batalhões treinados e prontos para serem dispostos na frente de batalha.

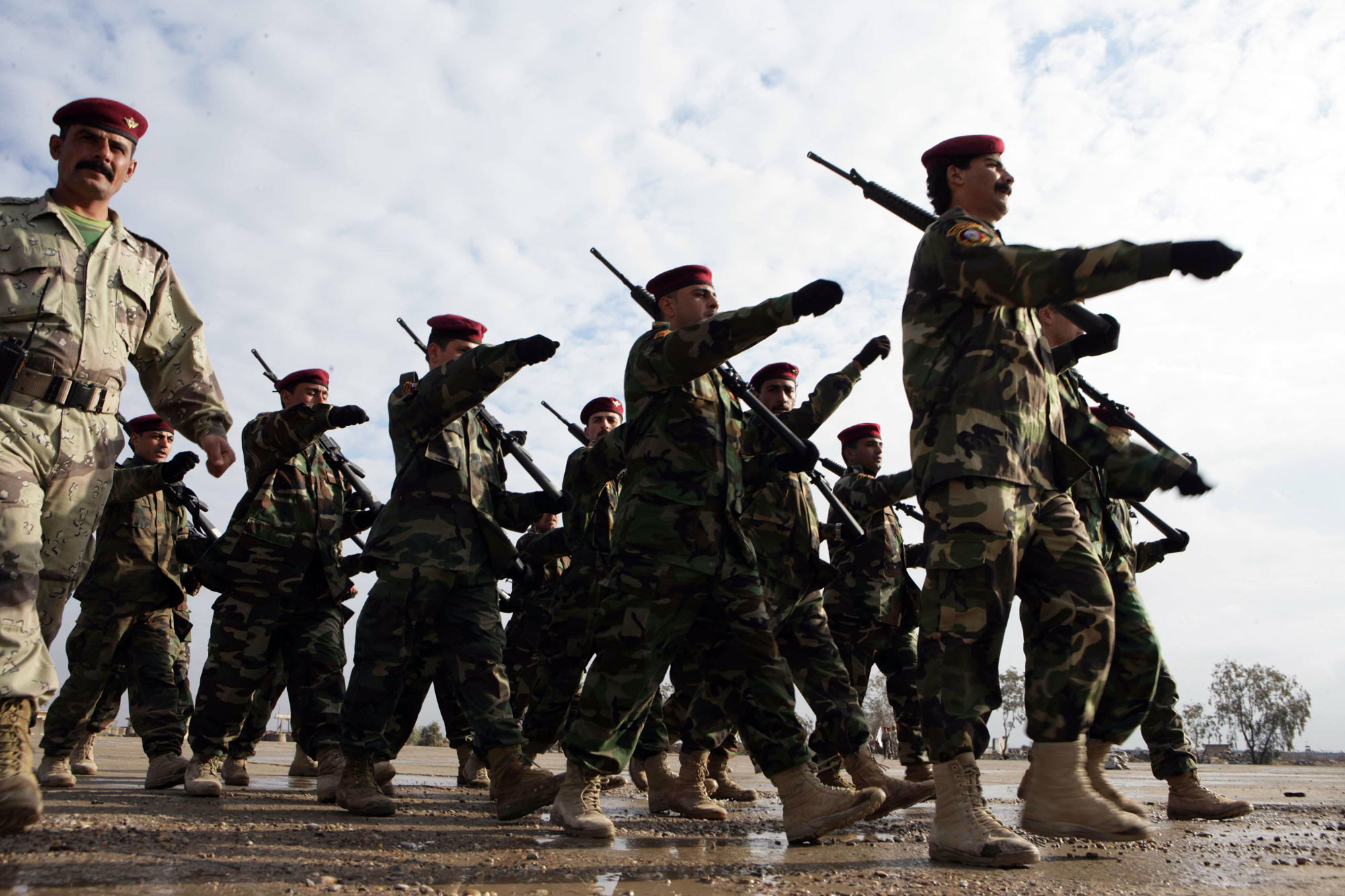
Combatentes da 1ª Divisão de Infantaria iraquiana em um desfile militar, em 2008

Em 2006, mudanças estruturais e organizacionais foram implementadas. Com uma nova infraestrutura de comando e controle, o exército iraquiano começou a planejar ofensivas contra os insurgentes. Entre 2006 e 2007 as forças americanas e britânicas começaram a tomar menos ação na defesa do país, dando mais responsabilidades ao novo exército iraquiano, ao mesmo tempo que os problemas logísticos começaram a ser sanados.
No começo de 2008, lançou sua primeira ofensiva independente (a Operação Ataque dos Cavaleiros) em Baçorá. Eles receberam apoio aéreo e logístico dos aliados. Logo depois, eles lançaram outra operação, desta vez contra a cidade de Sadr.
O Iraque passou a ser um dos principais importadores de armamentos e equipamentos militares americanos a partir de 2007. Os tradicionais fuzis AK-47 começaram a ser substituídos pelos rifles M‑16 e M‑4. Apenas em 2008, o Iraque comprou dos Estados Unidos US$ 12,5 bilhões de dólares em equipamentos. Tanques, helicópteros e aviões também foram adquiridos.

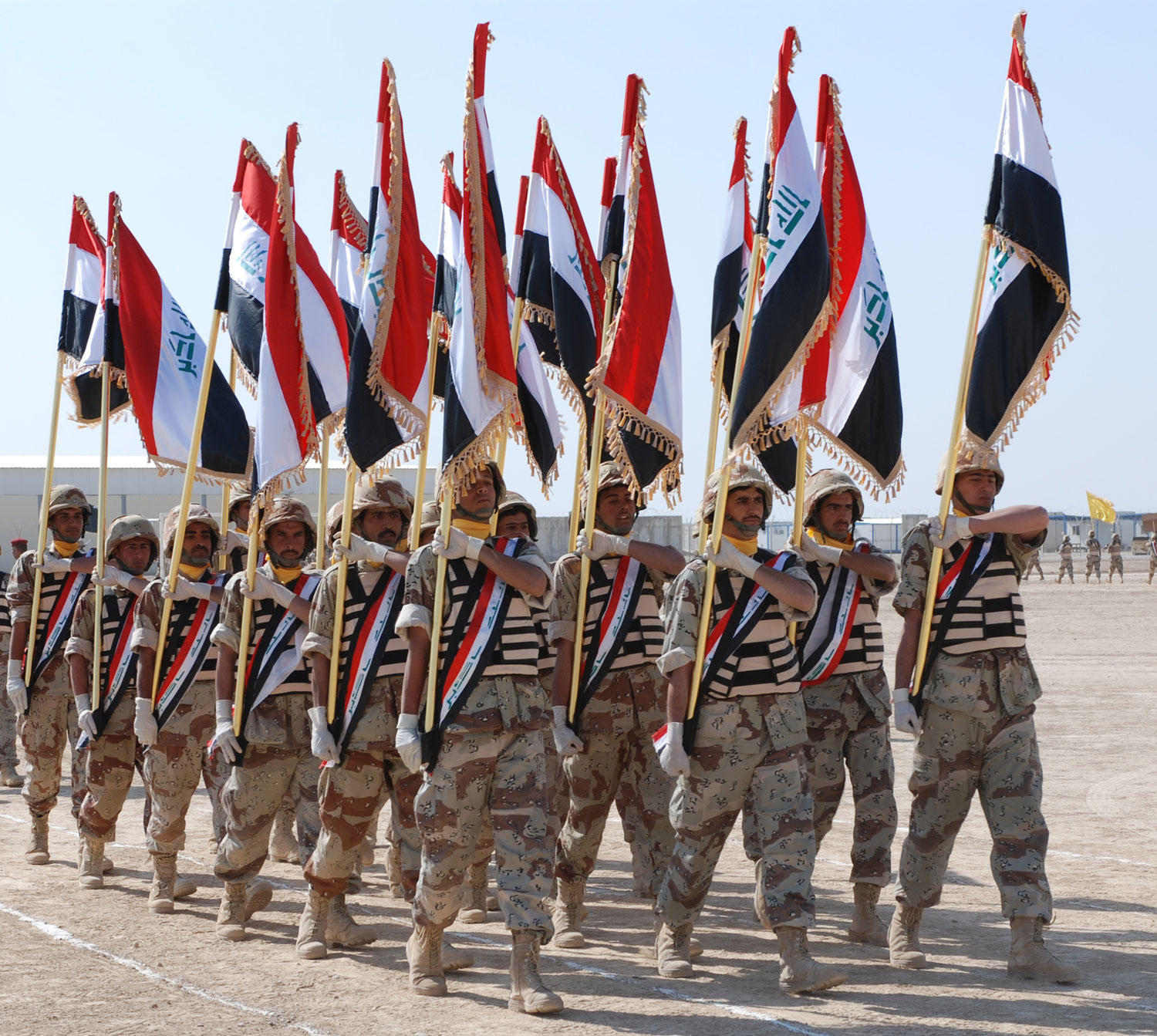
Membros da 3ª Brigada da 14ª Divisão durante uma parada militar

Em 2009, a violência no Iraque caiu para os menores níveis desde antes do conflito começar. Vários países então começaram a retirar suas forças da nação árabe, como a Austrália e o Reino Unido. Em 18 de dezembro de 2011, após um acordo feito entre autoridades dos Estados Unidos e do Iraque, as últimas tropas americanas deixaram o país depois de oito anos de conflito.
Estima-se que durante a Guerra do Iraque (2003-2011) tenha morrido mais de 500 000 pessoas.
Durante toda a década pós Saddam, além das enormes compras de armamentos feitos no ocidente, os iraquianos já tinham recebido dos Estados Unidos cerca de 20 bilhões de dólares em ajuda militar para treinamento ou aquisição de equipamentos. Em 2014, foi estimado que o exército tinha 270 000 combatentes, fora outras forças de segurança e os reservistas. Enquanto isso, três anos após a retirada americana, a violência no Iraque voltou com toda a intensidade. Grupos rebeldes de orientação sunita, quase que em sua totalidade compostos pela milícia Estado Islâmico do Iraque e do Levante, lançaram uma pesada ofensiva no norte do país visando estabelecer um Califado islâmico na nação. A insurgência contra o governo majoritariamente xiita do primeiro-ministro Nouri al-Maliki pegou a região e o mundo de surpresa. Várias unidades do exército iraquiano desertaram ou debandaram frente ao implacável avanço dos insurgentes. Soldados largaram seus uniformes e equipamentos e abandonaram seus postos. Foi só quando a capital Bagdá foi ameaçada pelos rebeldes, que as forças armadas do país reagiram e organizaram vários contra-ataques. O país seguiu por muito tempo em profunda instabilidade interna.
Entre 2015 e 2017, o exército iraquiano se recompôs, contando com apoio militar dos Estados Unidos, da Europa e do Irã, e passou para a ofensiva. Em dezembro de 2017, encabeçados por suas forças especiais e contando com apoio aéreo externo, os soldados do Iraque haviam retomado várias importantes cidades da nação, como Ramadi, Faluja e Mossul, praticamente expulsando os militantes do Estado Islâmico do país.